# Собственность
Со́бственность —
1. Экономическая категория — исторически развивающиеся общественные отношения по поводу распределения (присвоения), описывающие принадлежность субъекту, у которого имеются полномочия на распоряжение, владение и пользование объектом собственности. Совокупность вещей, принадлежащих данному субъекту — со́бственнику — составляет имущество соответствующего лица, поэтому отношения собственности называются также имущественными отношениями[1].
2. Юридическая категория — наиболее полный комплекс прав, которым может обладать субъект права в отношении своего имущества[2]. В ряде теорий признаётся также собственность на некоторые права. Конституция России и Гражданский кодекс России признают и гарантируют любые формы собственности[3], при этом нормативно установлены три формы: государственная (федеральная и субъектов России), муниципальная и частная собственность[4].
3. Гражданско-правовой институт — совокупность юридических норм, направленных на регулирование экономических отношений собственности методами гражданского права.
4. Имущество — непосредственно сам объект собственности, само имущество, принадлежащее кому-либо на праве собственности[5][6].

… Но доныне частная собственность оставалась для государства абсолютной и неприкосновенной святыней. Эту святыню в XIX и XX веке признавали и те, кто не признавал уже никаких святынь. Государственники и националисты обычно сознавали себя защитниками собственности и видели в ней глубоко государственную и национальную опору. Все же те, которые подрывали абсолютность принципа собственности, считались разрушителями государственного и национального бытия. …— Николай Александрович Бердяев, «Государство и собственность во время войны», 1916 год.

## Собственность как экономическая категория
Отношения собственности — это, прежде всего отношения, складывающиеся между субъектами экономической деятельности по поводу неких благ. При этом принимаются во внимание, прежде всего, фактические отношения — кто контролирует объект собственности, обладает полной информацией о нём, принимает решения о порядке его использования, отчуждения и распределении прибыли.
В обществах охотников и собирателей (палеолит, мезолит) понятия собственности сначала не существовало. Но в неолите, после возникновения производящего хозяйства, частной собственностью стали орудия труда, домашние вещи, жильё, скот. Позднее в частную собственность перешла и земля.
Следует обратить внимание на то, что во второй половине XX века новыми экономическими школами, а особенно занявшим доминирующее положение новым институционализмом, было обращено внимание не только и не столько на сами блага (ресурсы), сколько на возможности извлечения из них различного рода полезностей путём распоряжения или пользования ими. Классические отношения собственности — собственник средств производства покупает сырьё и нанимает рабочих для производства продукции, которая становится его собственностью, так как он оплатил все затраты производственного цикла.
За пределами марксистской политэкономии обсуждают не столько отношения людей между собой по поводу собственности, сколько правовые формы оформления этих отношений, подменяя экономическое понятие собственности лишь сопровождаемый как следствие правовой компонент. В целом навязывается, что именно права собственности (пусть даже несколько специфически понимаемые) являются правилами игры в обществе в целом и именно на них строятся сугубо экономические отношения спроса-предложения.
Традиционным является целостное рассмотрение генезиса собственности как в юридическом, так и в экономическом понимании. Собственность есть не только некое благо, но и пакет прав по использованию данного блага. В частности «право собственности — это ещё и … важнейшая экономическая категория», что позволяет некоторым авторам говорить о первичности именно юридической ипостаси собственности перед её экономическим отображением. Кроме того, в современной экономической теории используется перечень, раскрывающий этот «пакет прав», который был подготовлен британским юристом А. Оноре и является расширенным (по сравнению с классической отечественной триадой) перечнем правомочий собственника, состоящим из 11 элементов.

## Собственность как правовая категория
Собственность есть практически «идеальное» вещное право, в нем в полной мере воплощается природа вещных прав. Вещные права, как явствует из их наименования, есть права, связанные с вещью, опосредующие определенное отношение лица к вещи. Помимо вещного права также присутствует и доля неимущественного права (интеллектуальная собственность) Легально собственность определяется весьма лапидарно лишь через традиционную совокупность составляющих её правомочий. Собственнику, как указано в п. 1 ст. 209 ГК РФ, принадлежат права владения, пользования и распоряжения своим имуществом.
Действительно, даже в римском праве, являющемся эталоном для каждого юриста, не было определения собственности. Несмотря на все старания позднейших комментаторов, в особенности средневековых, относящихся к возрожденному ius civile (гражданскому праву в кодифицированной версии Юстиниана) как к своего рода «писаному разуму» (ratio scripta), попытки отыскать единое определение собственности (своего рода философский камень цивилиста) не увенчались успехом.
Наиболее аутентичным пониманием собственности остается представление о ней как о наиболее полном праве (власти) на свою вещь. Нельзя не вспомнить в этой связи известное объяснение собственности как наличного бытия свободной воли во внешних вещах, данное Г. В. Ф. Гегелем. В указанной работе Гегель дал понятие собственности как позитивному, негативному и бесконечному определению вещи волей. Свободная воля является важной характеристикой собственности, как подчеркивал Б. Н. Чичерин, воля собственника свободна, но «границы этой свободы полагаются таковой же свободой других».
Согласно одной из точек зрения, право собственности не сводится к перечисленным в триаде правомочиям, так же как любая система не тождественна совокупности элементов. Как указывают некоторые авторы, можно выделить два момента в правах собственника: объективный (возможность совершать любые, с известными ограничениями, действия по отношению к имуществу) и субъективный (возможность совершать их по собственному усмотрению). Перечисление же правомочий возможно объяснить как следованием законодателя российской цивилистической традиции, так и необходимостью все же каким-либо образом дать наиболее общее понятие о содержании собственности. При таком подходе считается важным не принимать объяснительно-структурное суждение за аподиктическое, а тем более за основание и сущность собственности. Итак, собственность — это право наиболее полного господства над своей вещью.

## Право собственности
Право собственности — совокупность правовых норм, закрепляющих присвоенность вещей отдельным лицам и коллективам.
После рецепции римского права в Средние века один из основополагающих его принципов римского права — недопустимость двух (нескольких) прав собственности вступил в противоречие с существовавшим при феодализме одновременным «правом собственности» сеньора и вассала на один и тот же земельный участок. Феодальное право, подобно древнему римскому праву, не содержало четкого различия между правом собственности и другими правами на вещи, что создавало возможность сосуществования нескольких близких по содержанию имущественных прав собственности на одну и ту же вещь. В связи с этим глоссаторами была разработана концепция «разделенной собственности», допускавшая и объяснявшая сосуществование двух или нескольких одноименных имущественных прав на одну и ту же землю (феод).
Современная континентальная правовая традиция рассматривает право собственности неограниченным и неделимым, сосредоточенным в руках одного лица.
В англо-американском праве существует система property rights (прав собственности), которая подобно феодальному средневековому праву допускает одновременное существование прав собственности, принадлежащих разным лицам, на один и тот же земельный участок (недвижимость). Полное право собственности (full ownership) может существовать только в отношении движимых вещей, а в отношении недвижимости признаются лишь различные более или менее ограниченные титулы (titles, estates), поскольку по традиционным (феодальным) представлениям «верховным собственником» земли может быть только суверен.[прояснить] Кроме того, наряду с титулами по общему праву (estates in law) имеются и титулы по праву справедливости (equitable estates), которые могут одновременно находиться у разных лиц, но также касаться одного и того же земельного участка.
В российском гражданском праве традиционным является представление о субъективном праве собственности как о совокупности, «триаде» трех правомочий: владения, пользования, распоряжения.
| «Триада» ГК РФ: | Англосаксонская традиция:    | Либеральное право А.Оноре:           |
| --- | ---------------------------- | ------------------------------------ |
| Право владения: возможность удержания вещи в собственном владении (обладания вещью).                                                                        | завещание                    | владение                             |
| Право владения: возможность удержания вещи в собственном владении (обладания вещью).                                                                        | дарение                      | бессрочность                         |
| Право владения: возможность удержания вещи в собственном владении (обладания вещью).                                                                        | продажа                      | бессрочность                         |
| Право владения: возможность удержания вещи в собственном владении (обладания вещью).                                                                        | разрушение                   | безопасность                         |
| Право распоряжения: возможность изменять, отчуждать, обременять вещь залогом и т. д.                                                                        | предоставление как залога    | право на «капитальную ценность» вещи |
| Право распоряжения: возможность изменять, отчуждать, обременять вещь залогом и т. д.                                                                        | сдача в аренду               | право на «капитальную ценность» вещи |
| Право распоряжения: возможность изменять, отчуждать, обременять вещь залогом и т. д.                                                                        | видоизменение                | право на «капитальную ценность» вещи |
| Право распоряжения: возможность изменять, отчуждать, обременять вещь залогом и т. д.                                                                        | управление                   |                                      |
| Право пользования: возможность извлечения из вещи доходов и иных полезных свойств.                                                                          | потребление                  | пользование                          |
| Право пользования: возможность извлечения из вещи доходов и иных полезных свойств.                                                                          | использование                | пользование                          |
| Право пользования: возможность извлечения из вещи доходов и иных полезных свойств.                                                                          | получение дохода             | право на доход                       |
| Ограничения и запреты (на): |                              |                                      |
| злоупотребление правом собственности, распространение ответственности за некоторые деяния на принадлежащее субъекту имущество, обременения: сервитут, залог | конфискацию другими лицами   | ответственность в виде взыскания     |
| злоупотребление правом собственности, распространение ответственности за некоторые деяния на принадлежащее субъекту имущество, обременения: сервитут, залог | порчу                        | запрещение вредного использования    |
| злоупотребление правом собственности, распространение ответственности за некоторые деяния на принадлежащее субъекту имущество, обременения: сервитут, залог | загрязнение                  | запрещение вредного использования    |
| злоупотребление правом собственности, распространение ответственности за некоторые деяния на принадлежащее субъекту имущество, обременения: сервитут, залог | присвоение                   | остаточный характер                  |
| злоупотребление правом собственности, распространение ответственности за некоторые деяния на принадлежащее субъекту имущество, обременения: сервитут, залог | использование без разрешения | остаточный характер                  |

## Основания приобретения права собственности
Основания приобретения права собственности делятся на первоначальные (когда право собственности возникает впервые) и производные.
Право собственности возникает:
- в результате изготовления вещи своими силами из принадлежащих владельцу или бесхозных материалов;
- в результате использования имущества (плоды, продукция, доходы);
- в результате приобретения имущества по сделке (купля-продажа, мена, дарение, приватизация);
- в результате наследования или правопреемства;
- по праву первого нашедшего бесхозную вещь (см. находка, клад);
- по праву давности владения (см. также сквоттинг).

Право собственности на недвижимость в РФ и многих других странах возникает при регистрации.

## Основания прекращения права собственности
Право собственности прекращается при отчуждении собственником своего имущества другим лицам, отказе собственника от права собственности, гибели или уничтожении имущества.
Законодательство также допускает в ряде случаев принудительное прекращение права собственности. К таким случаям относятся взыскание собственности в счёт погашения обязательств собственника, национализация, конфискация, реквизиция, принудительный выкуп земельного участка для государственных и муниципальных нужд, изъятие земельного участка, используемого с нарушением законодательства, принудительный выкуп бесхозяйственно содержимых культурных ценностей и домашних животных при ненадлежащем обращении с ними.
Государственная или муниципальная собственность может быть передана как в результате продажи, так и при бесплатной приватизации.

## Защита права собственности
Всеобщая декларация прав человека (статья 17) предусматривает, что каждый человек имеет право владеть имуществом как единолично, так и совместно с другими, и никто не должен быть произвольно лишен своего имущества. Тем самым право собственности отнесено к одному из основных прав человека.
Юридическая защита прав собственности составляет одну из основных функций гражданского права. Реализация гражданско-правовой защиты права собственности осуществляется через суды. В частности, для этого используются виндикационный иск и негаторный иск, а также кондикционный иск.
Кроме того, за преступления против собственности (кражу, грабеж, разбой, мошенничество, присвоение, растрату, вымогательство) применяются уголовные наказания.
Наконец, собственник осуществляет самозащиту прав на свою собственность от преступных посягательств на неё, используя замки, сейфы, заборы, охранную сигнализацию, сторожей (охранников).

### Вещно-правовые способы защиты
Применяются при непосредственном нарушении права собственности. В качестве своего объекта представляют только определенно-индивидуальные вещи и осуществляются с помощью абсолютных исков:

#### Виндикационный иск
Через виндикационный иск истребуется имущество из чужого незаконного владения (иск невладеющего собственника к владеющему несобственнику). Истребуется индивидуально определенное имущество. Предъявление виндикационного иска требует наличия ряда условий:
- собственник был лишен фактического господства над своим имуществом, которое выбыло из его владения. Если имущество находится у собственника, но кто-то оспаривает его право в пользовании или распоряжении имуществом, то применяются иск о признании права собственности.
- оспариваемое имущество сохранилось в первоначальном виде и фактически находится во владении другого лица. Если на момент предъявления иска имущество уничтожено, переработано или потреблено, право собственности на эту индивидуально определенную вещь прекратилось, а собственник имеет право лишь на защиту своих имущественных интересов, в частности, с помощью иска о возмещении ущерба.
- защищается право собственности как абсолютное субъективное право, предметом виндикационного иска является требование о возврате этого имущества из незаконного владения.

#### Негаторный иск
Через негаторный иск устраняются препятствия в осуществлении права собственности, которые не связаны с лишением собственника владения его имуществом, например ограничение доступа к имуществу (ст.304 ГК РФ). Под таким нарушением понимается противоправное действие или бездействие третьего лица, которое создает препятствия собственнику в осуществлении права пользования. С помощью негаторного иска собственник может добиться прекращения подобных действий.
Срок исковой давности на негаторный иск не распространяется, но может привести к взысканию с третьего лица убытков.

### Гражданско-правовые способы защиты
Гражданско-правовая защита права собственности — понятие применяемое только к случаям их нарушения. Представляет собой совокупность правовых мер, которые могут быть применены к нарушителям отношений. К способам гражданско-правовой защиты можно отнести как вещно-правовые так и обязательственно-правовые способы защиты гражданских прав.
К иным гражданско-правовым способам защиты права собственности относятся способы, предоставляемые по искам о признании права собственности, а также по искам к органам государственной власти и управления.

## Субъекты собственности
| Субъект собственности     | Вид собственности                                                                        |
| ------------------------- | ---------------------------------------------------------------------------------------- |
| человек или домохозяйство | личная или частная собственность                                                         |
| группа людей              | коллективная, кооперативная, акционерная, государственная или общественная собственность |
| другое                    | сакральная (посвящённая божеству) собственность                                          |

В Союзе ССР в личной собственности не могли находиться средства производства, чтобы исключить эксплуатацию человека человеком. Критики социализма отмечают, что декларированная в СССР «общенародная собственность на средства производства» была фикцией, собственником средств производства, а значит и эксплуататором, является в таком случае государство.

### Физические лица как субъекты прав собственности
Право собственности физлица может быть ограничено по закону (оборот наркотических средств, оружие и т. д.). Объём прав собственности также зависит от правоспособности (возрастной ценз, психические заболевания) и правосубъектности лица (является лицо гражданином, иностранным гражданином или же лицом без гражданства). Только физические лица могут передавать имущество по завещанию.

### Юридические лица как субъекты прав собственности
Юридические лица могут являться коммерческими и некоммерческими организациями. Особенности прав собственности юридических лиц:
- юр. лица самостоятельно являются собственниками своего имущества. Учредители, передавшие своё имущество для формирования уставного фонда (капитала), получают лишь корпоративные права в отношении такого юридического лица, но не право собственности на его имущество. А в случаях религиозных и общественных организаций учредители не имеют даже корпоративных прав.
- юридические лица осуществляют свои полномочия через свои органы, в том числе через директора.
- права юр.лица и его органов помимо законодательства регламентируются учредительными документами.

#### Особенности коммерческих организаций
Участники коммерческой организации имеют права:
- получать часть прибыли в форме дивидендов;
- контролировать и управлять, в том числе через выборные и представительские органы юр.лица.

#### Особенности производственного и потребительского кооперативов
- Участники кооперативов несут ответственность по долгам кооператива.
- В случае объединения кооперативов в союз, они всё равно сохраняют самостоятельное право собственности.

## Объекты собственности
Объектами собственности являются продукты труда, ценные бумаги, валютные ценности, деньги, иное движимое и недвижимое имущество.
Объекты:
- материальные;
  - неживые;
    - вещи;
    - земля, недра;

  - живые
    - животные, в том числе одомашненные
    - люди: рабы (в современном мире рабство не признаётся)
- нематериальные;
  - интеллектуальная собственность.
  - воздушное, водное и космическое пространство

## Дискриминация по форме собственности в России
В Советском Союзе дискриминация по форме собственности была законодательно закреплена в пользу государственной и коллективной формы.
Пункт 2 статьи 8 Конституции России предусматривает, что в Российской Федерации признаются и защищаются равным образом частная, государственная, муниципальная и иные формы собственности. Однако на практике в ряде сфер в России существует дискриминация по форме собственности.
Так, если государственный музей купит или получит в дар экспонат за границей, то он будет освобождён от налогообложения при ввозе экспоната в Россию, а негосударственный музей такого освобождения не получает.
Негосударственные организации и предприятия не имеют права постоянного (бессрочного) пользования земельными участками, на которых они расположены, и вынуждены их арендовать или выкупать, а государственным организациям это постоянное (бессрочное) пользование сохранено.
Государственные и негосударственные организации в одной и той же сфере деятельности имеют разные тарифы на оплату коммунальных услуг.
Закон города Москвы № 74 «О плате за землю» освобождает от оплаты за землю не все учреждения культуры, а только те, которые финансируются за счёт бюджета.

## Формы собственности
Формы собственности — это экономические отношения, характеризующиеся двумя признаками: индивидуализацией собственника и разновидностью имущества. В ч.2 ст. 8 Конституции говорится, что «в Российской Федерации признаются и защищаются равным образом частная, государственная, муниципальная и иные формы собственности».

## Содержание прав собственности
Содержание права собственности включает два понятия — субъективное право собственности и объективное право собственности.
Объективное право собственности — совокупность всех норм, регулирующих отношения собственности в их статическом состоянии. Субъективное право — содержание правомочий собственника.
Отличительные черты субъективного права собственности:
- обладатель права собственности может распоряжаться собственностью по своему усмотрению
- право собственности ограничивается при условии: 1) предусмотренном законом; 2) при нарушении чужих прав; 3) при осуществлении своих прав только с намерением причинить вред
- право собственности действует все время существования имущества

### Содержание субъективного права собственности
Право собственности содержит правомочия:
- владения (фактическое обладание)
- распоряжение (определение юридической судьбы собственности)
- пользования (потребление)

### Субъекты (носители) прав собственности
Собственником могут быть физические и юридические лица, а также РФ, субъекты РФ и муниципальные образования. Также, если в римском праве доминировала формула «у каждой вещи может быть только один собственник», то в нынешнем законодательстве РФ предусмотрена возможность наличия нескольких сособственников (координационная модель), а также разделение имущества на несколько частей, над которыми каждый сособственник осуществляет свои правомочия собственника (субкоординационная модель).
Объектом права собственности является имущество, то есть вещи и имущественные права. Некоторые субстанции не могут быть объектами права собственности, так как они выведены из-под действия права законом (например, воздушное пространство на территории РФ, дикие животные). Имущественные права также могут быть объектами права собственности, например, предприятие (имущественные права входят в понятие предприятие) или же ценные бумаги. Объектами права собственности не являются результаты интеллектуальной деятельности, так как интеллектуальная деятельность входит в исключительные права.